# Indigofera bogdanii
Indigofera bogdanii är en ärtväxtart som beskrevs av Jan Bevington Gillett. Indigofera bogdanii ingår i släktet indigosläktet, och familjen ärtväxter. Inga underarter finns listade i Catalogue of Life.